# Saint-Maixent (Sarthe)
Saint-Maixent ist eine französische Gemeinde mit 741 Einwohnern (Stand: 1. Januar 2022) im Département Sarthe in der Region Pays de la Loire. Sie gehört zum Arrondissement Mamers und zum Kanton Saint-Calais (bis 2015: Kanton Montmirail). Die Einwohner werden Saint-Maixentais genannt.

## Geographie
Saint-Maixent liegt etwa 33 Kilometer ostnordöstlich von Le Mans. Umgeben wird Saint-Maixent von den Nachbargemeinden Villaines-la-Gonais im Norden und Nordwesten, Cherré-Au mit Cherré im Norden, Cormes im Nordosten, Lamnay im Osten, Lavaré im Süden und Südosten, Bouër im Süden und Südwesten, Le Luart im Westen und Südwesten sowie Sceaux-sur-Huisne im Westen und Nordwesten.

## Bevölkerungsentwicklung
| Jahr                      | 1962 | 1968 | 1975 | 1982 | 1990 | 1999 | 2006 | 2013 |
| Einwohner                 | 872  | 844  | 692  | 574  | 614  | 668  | 743  | 738  |
| Quelle: Cassini und INSEE |      |      |      |      |      |      |      |      |

## Sehenswürdigkeiten
- Kirche Saint-Maixent aus dem 16. Jahrhundert
- Schloss Le Logis aus dem 19. Jahrhundert

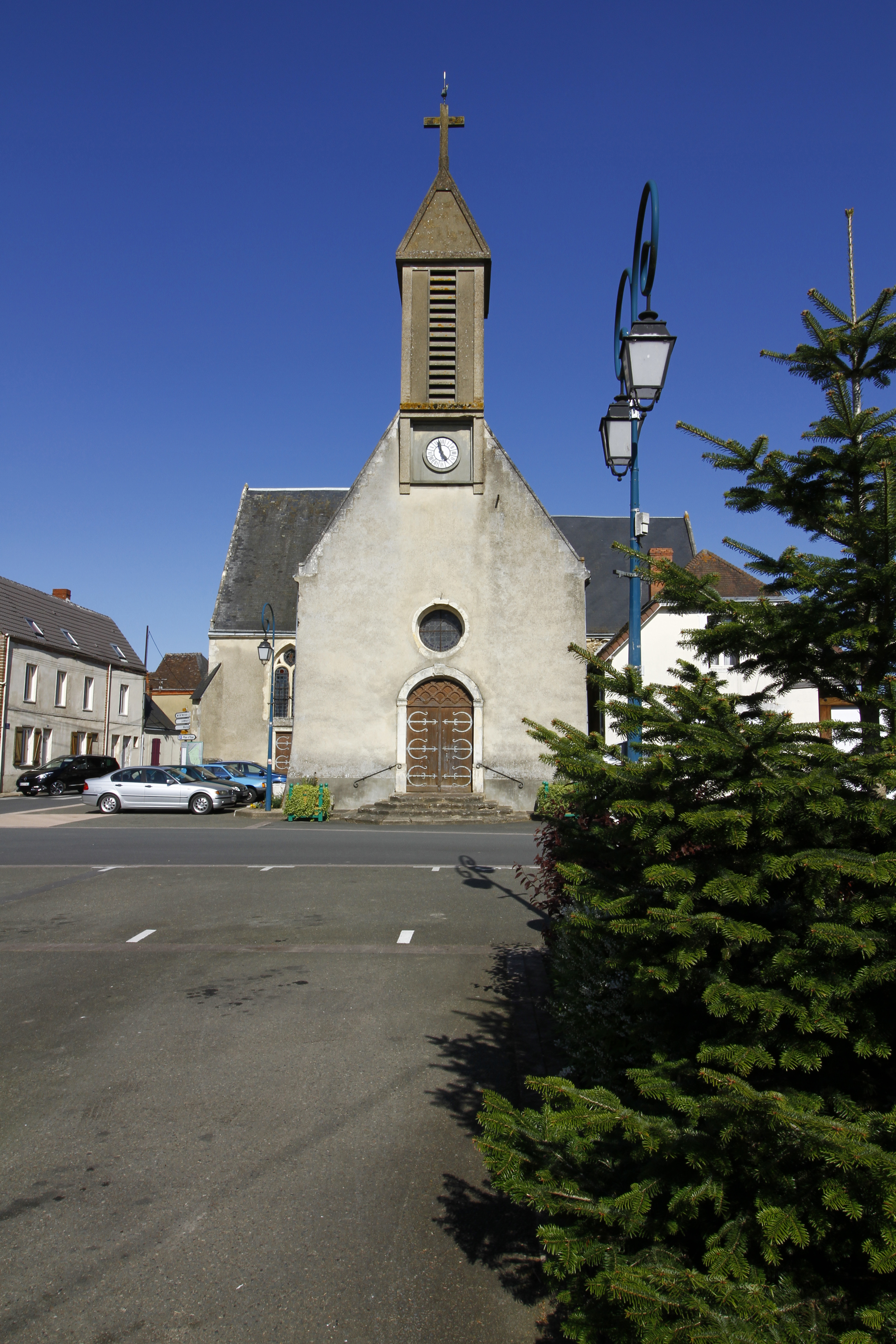
Kirche Saint-Maixent

## Persönlichkeiten
- Jacques-François Villiers (1727–1794), Arzt, Enzyklopädist und Übersetzer